# Хроника о герцогах Баварии
Хроника о герцогах Баварии (лат. Chronica de ducibus Bavariae) — историческое сочинение, составленное в 70-х гг. XIV в. неким неизвестным по имени баварским священнослужителем. Охватывает период с 1301 по 1371 гг. Содержат сведения главным образом по истории Священной Римской империи и характеризуется ярко выраженными симпатиями к Людовику IV.

## Издания
- Geschichte Ludwigs des Bayern. Bd I. // Bayerischen Chroniken des 14. Jahrhunderts. Stuttgart. Phaidon. 1987.

## Переводы на русский язык
- Хроника о герцогах Баварии в переводе В. Шульзингера с издания «Geschichte Ludwigs des Bayern» на сайте Восточная литература